# アロン・プラン
アロン・プラン(ヘブライ語: תוכנית אלון、英語: Allon Plan）は、イスラエル国がヨルダン・ハシミテ王国に提示した領土分割交渉案である。1967年6月の第三次中東戦争の直後にイスラエルの副首相イーガル・アロンにより提唱された。

アロン・プランによる分割
緑-ヨルダンに返還される地域
青-イスラエルに併合される地域

## 概要
- 1.ヨルダンに面しているヨルダン渓谷と、死海西岸のユデア砂漠をイスラエルは併合する。
- 2.パレスチナ人の市町村が集中している丘陵地帯のうち、エルサレム周辺を除いて、北部と南部をヨルダンに返還する。
- 3.ラーマッラー、ジェリコからアレンビー橋に通じる回廊をヨルダンに返還する。

このプランはヨルダン川西岸地区のパレスチナ人居住区の周囲をイスラエル領として覆い、「ジェリコ回廊」を隣国ヨルダンと繋げ、パレスチナとヨルダンの国家連合または連邦制の発足を目指すものとしていた。ヨルダン渓谷にはイスラエル軍を配置して、軍事的存在感を維持するものとしている。
アロンの考えはパレスチナの独立国家としての存在の抑止にあり、当事者のパレスチナではなくヨルダンに分割統治を求めたものである。
イスラエルはヨルダンのフセイン1世に示したが、国家連合や連邦制を導入すると人口で劣るヨルダン国家がパレスチナ国家にとって代わられ、ヨルダンではなくなってしまうという危惧から受け入れられなかった 。また、2008年にはアブドゥッラー2世は「ヨルダンはヨルダンであり、パレスチナはパレスチナである。パレスチナの領土における独立国家の存在は、パレスチナ人の権利であり、パレスチナ人が彼らの郷土ではない代替地をそもそも受け入れることはないであろう。」と述べて、ヨルダンにおける懸念をあらためて表明し、イスラエルとパレスチナ間の二国間協議による解決を求めた。2013年12月、ジョン・ケリー米国務長官はこのプランに基づいた仲介をベンヤミン・ネタニヤフ首相に申し出ている。
1980年のアロンの死後、イスラエルはアロン・プランで定めた境界線を大幅に上回るユダヤ人入植地を強行に進めている。